# Ruszków Drugi
Ruszków Drugi – wieś w Polsce położona w województwie wielkopolskim, w powiecie kolskim, w gminie Kościelec.
W latach 1975–1998 miejscowość administracyjnie należała do województwa konińskiego.

## Informacje ogólne
Miejscowość położona jest 2 kilometry na południe od Koła, przy drodze do Turku. Przez wieś przebiega droga dojazdowa łącząca Koło i drogę krajową nr 92 z węzłem drogowym na Autostradzie A2.